# Noi no (singolo)
Noi no è un singolo del cantautore italiano Gazzelle, pubblicato il 3 gennaio 2025 come quarto estratto dal quinto album in studio Indi dalla Maciste Dischi.

## Descrizione
Nel testo prevale la nostalgia degli anni passati, e l'incapacità di rivivere la stessa autenticità emotiva del passato.

## Video musicale
Un visual del brano è stato pubblicato in concomitanza con la pubblicazione dello stesso, e figura il cantante che fuma affacciato a una finestra durante la notte di capodanno.

## Tracce
Testi di Flavio Bruno Pardini, musiche di Gazzelle, Federico Nardelli.
1. Noi no – 3:17

## Classifiche
| Classifica (2025) | Posizione massima |
| ----------------- | ----------------- |
| Italia            | 19                |